# 紀角
紀 角（き の つの、生没年未詳）は、記紀等に伝わる古代日本の人物。
『日本書紀』では「紀角宿禰（きのつののすくね）」、『古事記』では「木角宿禰」、他文献では「紀都奴」「都野宿禰命」「都怒足尼」とも表記される。「宿禰」は尊称。
武内宿禰の子で、紀朝臣（皇別の紀氏）およびその同族の伝説上の祖とされる。対朝鮮外交で活躍した人物である。

## 系譜
武内宿禰関係系図
表記は『日本書紀』を第一とし、『古事記』を併記。
| 8 孝元天皇 | 8 孝元天皇 | 8 孝元天皇                | 8 孝元天皇                | 8 孝元天皇                | 8 孝元天皇                |                           |                           | 彦太忍信命 （比古布都押之信命） | 彦太忍信命 （比古布都押之信命） | 彦太忍信命 （比古布都押之信命）   | 彦太忍信命 （比古布都押之信命） | 彦太忍信命 （比古布都押之信命） | 彦太忍信命 （比古布都押之信命） |                                 |                                 | 屋主忍男武雄心命 （古事記なし） | 屋主忍男武雄心命 （古事記なし） | 屋主忍男武雄心命 （古事記なし） | 屋主忍男武雄心命 （古事記なし） | 屋主忍男武雄心命 （古事記なし） | 屋主忍男武雄心命 （古事記なし） |  |  |  |  |
| 8 孝元天皇 | 8 孝元天皇 | 8 孝元天皇                | 8 孝元天皇                | 8 孝元天皇                | 8 孝元天皇                |                           |                           | 彦太忍信命 （比古布都押之信命） | 彦太忍信命 （比古布都押之信命） | 彦太忍信命 （比古布都押之信命）   | 彦太忍信命 （比古布都押之信命） | 彦太忍信命 （比古布都押之信命） | 彦太忍信命 （比古布都押之信命） |                                 |                                 | 屋主忍男武雄心命 （古事記なし） | 屋主忍男武雄心命 （古事記なし） | 屋主忍男武雄心命 （古事記なし） | 屋主忍男武雄心命 （古事記なし） | 屋主忍男武雄心命 （古事記なし） | 屋主忍男武雄心命 （古事記なし） |  |  |  |  |
|            |            |                           |                           |                           |                           |                           |                           |                                 |                                 |                                   |                                 |                                 |                                 |                                 |                                 |                                 |                                 |                                 |                                 |                                 |                                 |  |  |  |  |
|            |            |                           |                           |                           |                           |                           |                           |                                 |                                 |                                   |                                 |                                 |                                 |                                 |                                 |                                 |                                 |                                 |                                 |                                 |                                 |  |  |  |  |
|            |            |                           |                           |                           |                           |                           |                           |                                 |                                 |                                   |                                 |                                 |                                 |                                 |                                 |                                 |                                 |                                 |                                 |                                 |                                 |  |  |  |  |
|            |            | 武内宿禰 （建内宿禰）     | 武内宿禰 （建内宿禰）     | 武内宿禰 （建内宿禰）     | 武内宿禰 （建内宿禰）     | 武内宿禰 （建内宿禰）     | 武内宿禰 （建内宿禰）     |                                 |                                 | 羽田矢代宿禰 （波多八代宿禰）     | 羽田矢代宿禰 （波多八代宿禰）   | 羽田矢代宿禰 （波多八代宿禰）   | 羽田矢代宿禰 （波多八代宿禰）   | 羽田矢代宿禰 （波多八代宿禰）   | 羽田矢代宿禰 （波多八代宿禰）   | → ［波多氏］                    | → ［波多氏］                    | → ［波多氏］                    | → ［波多氏］                    | → ［波多氏］                    | → ［波多氏］                    |  |  |  |  |
|            |            | 武内宿禰 （建内宿禰）     | 武内宿禰 （建内宿禰）     | 武内宿禰 （建内宿禰）     | 武内宿禰 （建内宿禰）     | 武内宿禰 （建内宿禰）     | 武内宿禰 （建内宿禰）     |                                 |                                 | 羽田矢代宿禰 （波多八代宿禰）     | 羽田矢代宿禰 （波多八代宿禰）   | 羽田矢代宿禰 （波多八代宿禰）   | 羽田矢代宿禰 （波多八代宿禰）   | 羽田矢代宿禰 （波多八代宿禰）   | 羽田矢代宿禰 （波多八代宿禰）   | → ［波多氏］                    | → ［波多氏］                    | → ［波多氏］                    | → ［波多氏］                    | → ［波多氏］                    | → ［波多氏］                    |  |  |  |  |
|            |            |                           |                           |                           |                           |                           |                           |                                 |                                 | 許勢小柄宿禰 （日本書紀なし）     | 許勢小柄宿禰 （日本書紀なし）   | 許勢小柄宿禰 （日本書紀なし）   | 許勢小柄宿禰 （日本書紀なし）   | 許勢小柄宿禰 （日本書紀なし）   | 許勢小柄宿禰 （日本書紀なし）   | → ［巨勢氏］                    | → ［巨勢氏］                    | → ［巨勢氏］                    | → ［巨勢氏］                    | → ［巨勢氏］                    | → ［巨勢氏］                    |  |  |  |  |
|            |            |                           |                           |                           |                           |                           |                           |                                 |                                 | 許勢小柄宿禰 （日本書紀なし）     | 許勢小柄宿禰 （日本書紀なし）   | 許勢小柄宿禰 （日本書紀なし）   | 許勢小柄宿禰 （日本書紀なし）   | 許勢小柄宿禰 （日本書紀なし）   | 許勢小柄宿禰 （日本書紀なし）   | → ［巨勢氏］                    | → ［巨勢氏］                    | → ［巨勢氏］                    | → ［巨勢氏］                    | → ［巨勢氏］                    | → ［巨勢氏］                    |  |  |  |  |
|            |            | 甘美内宿禰 （味師内宿禰） | 甘美内宿禰 （味師内宿禰） | 甘美内宿禰 （味師内宿禰） | 甘美内宿禰 （味師内宿禰） | 甘美内宿禰 （味師内宿禰） | 甘美内宿禰 （味師内宿禰） |                                 |                                 | 石川宿禰 （蘇賀石河宿禰）         | 石川宿禰 （蘇賀石河宿禰）       | 石川宿禰 （蘇賀石河宿禰）       | 石川宿禰 （蘇賀石河宿禰）       | 石川宿禰 （蘇賀石河宿禰）       | 石川宿禰 （蘇賀石河宿禰）       | → ［蘇我氏］                    | → ［蘇我氏］                    | → ［蘇我氏］                    | → ［蘇我氏］                    | → ［蘇我氏］                    | → ［蘇我氏］                    |  |  |  |  |
|            |            | 甘美内宿禰 （味師内宿禰） | 甘美内宿禰 （味師内宿禰） | 甘美内宿禰 （味師内宿禰） | 甘美内宿禰 （味師内宿禰） | 甘美内宿禰 （味師内宿禰） | 甘美内宿禰 （味師内宿禰） |                                 |                                 | 石川宿禰 （蘇賀石河宿禰）         | 石川宿禰 （蘇賀石河宿禰）       | 石川宿禰 （蘇賀石河宿禰）       | 石川宿禰 （蘇賀石河宿禰）       | 石川宿禰 （蘇賀石河宿禰）       | 石川宿禰 （蘇賀石河宿禰）       | → ［蘇我氏］                    | → ［蘇我氏］                    | → ［蘇我氏］                    | → ［蘇我氏］                    | → ［蘇我氏］                    | → ［蘇我氏］                    |  |  |  |  |
|            |            |                           |                           |                           |                           |                           |                           |                                 |                                 | 平群木菟宿禰 （平群都久宿禰）     | 平群木菟宿禰 （平群都久宿禰）   | 平群木菟宿禰 （平群都久宿禰）   | 平群木菟宿禰 （平群都久宿禰）   | 平群木菟宿禰 （平群都久宿禰）   | 平群木菟宿禰 （平群都久宿禰）   | → ［平群氏］                    | → ［平群氏］                    | → ［平群氏］                    | → ［平群氏］                    | → ［平群氏］                    | → ［平群氏］                    |  |  |  |  |
|            |            |                           |                           |                           |                           |                           |                           |                                 |                                 | 平群木菟宿禰 （平群都久宿禰）     | 平群木菟宿禰 （平群都久宿禰）   | 平群木菟宿禰 （平群都久宿禰）   | 平群木菟宿禰 （平群都久宿禰）   | 平群木菟宿禰 （平群都久宿禰）   | 平群木菟宿禰 （平群都久宿禰）   | → ［平群氏］                    | → ［平群氏］                    | → ［平群氏］                    | → ［平群氏］                    | → ［平群氏］                    | → ［平群氏］                    |  |  |  |  |
|            |            |                           |                           |                           |                           |                           |                           |                                 |                                 | 紀角宿禰 （木角宿禰）             | 紀角宿禰 （木角宿禰）           | 紀角宿禰 （木角宿禰）           | 紀角宿禰 （木角宿禰）           | 紀角宿禰 （木角宿禰）           | 紀角宿禰 （木角宿禰）           | → ［紀氏］                      | → ［紀氏］                      | → ［紀氏］                      | → ［紀氏］                      | → ［紀氏］                      | → ［紀氏］                      |  |  |  |  |
|            |            |                           |                           |                           |                           |                           |                           |                                 |                                 | 紀角宿禰 （木角宿禰）             | 紀角宿禰 （木角宿禰）           | 紀角宿禰 （木角宿禰）           | 紀角宿禰 （木角宿禰）           | 紀角宿禰 （木角宿禰）           | 紀角宿禰 （木角宿禰）           | → ［紀氏］                      | → ［紀氏］                      | → ［紀氏］                      | → ［紀氏］                      | → ［紀氏］                      | → ［紀氏］                      |  |  |  |  |
|            |            |                           |                           |                           |                           |                           |                           |                                 |                                 | 久米能摩伊刀比売 （日本書紀なし） |                                 |                                 |                                 |                                 |                                 |                                 |                                 |                                 |                                 |                                 |                                 |  |  |  |  |
|            |            |                           |                           |                           |                           |                           |                           |                                 |                                 |                                   |                                 |                                 |                                 |                                 |                                 |                                 |                                 |                                 |                                 |                                 |                                 |  |  |  |  |
|            |            |                           |                           |                           |                           |                           |                           |                                 |                                 | 怒能伊呂比売 （日本書紀なし）     |                                 |                                 |                                 |                                 |                                 |                                 |                                 |                                 |                                 |                                 |                                 |  |  |  |  |
|            |            |                           |                           |                           |                           |                           |                           |                                 |                                 |                                   |                                 |                                 |                                 |                                 |                                 |                                 |                                 |                                 |                                 |                                 |                                 |  |  |  |  |
|            |            |                           |                           |                           |                           |                           |                           |                                 |                                 | 葛城襲津彦 （葛城長江曾都毘古）   | 葛城襲津彦 （葛城長江曾都毘古） | 葛城襲津彦 （葛城長江曾都毘古） | 葛城襲津彦 （葛城長江曾都毘古） | 葛城襲津彦 （葛城長江曾都毘古） | 葛城襲津彦 （葛城長江曾都毘古） | → ［葛城氏］                    | → ［葛城氏］                    | → ［葛城氏］                    | → ［葛城氏］                    | → ［葛城氏］                    | → ［葛城氏］                    |  |  |  |  |
|            |            |                           |                           |                           |                           |                           |                           |                                 |                                 | 葛城襲津彦 （葛城長江曾都毘古）   | 葛城襲津彦 （葛城長江曾都毘古） | 葛城襲津彦 （葛城長江曾都毘古） | 葛城襲津彦 （葛城長江曾都毘古） | 葛城襲津彦 （葛城長江曾都毘古） | 葛城襲津彦 （葛城長江曾都毘古） | → ［葛城氏］                    | → ［葛城氏］                    | → ［葛城氏］                    | → ［葛城氏］                    | → ［葛城氏］                    | → ［葛城氏］                    |  |  |  |  |
|            |            |                           |                           |                           |                           |                           |                           |                                 |                                 | 若子宿禰 （日本書紀なし）         |                                 |                                 |                                 |                                 |                                 |                                 |                                 |                                 |                                 |                                 |                                 |  |  |  |  |
|            |            |                           |                           |                           |                           |                           |                           |                                 |                                 |                                   |                                 |                                 |                                 |                                 |                                 |                                 |                                 |                                 |                                 |                                 |                                 |  |  |  |  |

系譜に関して『日本書紀』に記載はない。『古事記』孝元天皇段では、建内宿禰（武内宿禰）の子7男2女のうちの第5子として記載されている。
『新撰姓氏録』では、左京皇別 紀朝臣条等においていずれも武内宿禰の子と記されている。
また『先代旧事本紀』「国造本紀」都怒国造条では、紀臣の都怒足尼（紀角宿禰）の子に田鳥足尼（紀田鳥。写本によっては島足尼）があると見える。その他にも、後世の系図類では遠耶臣（紀遠耶）、紀白城、真利宿禰（紀真利）という息子らがいたことになっている。

## 記録
『日本書紀』応神天皇3年是歳条によると、百済の辰斯王が天皇に礼を失したので、紀角宿禰は羽田矢代宿禰・石川宿禰・木菟宿禰とともに遣わされ、その無礼を責めた。これに対して百済は辰斯王を殺して謝罪した。そして紀角宿禰らは阿花王を立てて帰国したという。
また同書仁徳天皇41年3月条では、天皇の命で百済に遣わされ、初めて国郡の境を分けて郷土の産物を記録した。その際、百済王同族の酒君に無礼があったので紀角宿禰が叱責すると、百済王はかしこまり、鉄鎖で酒君を縛り葛城襲津彦に従わせて日本に送ったという。
『古事記』では事績に関する記載はない。

## 後裔

### 氏族
『古事記』では木臣（紀氏）・都奴臣（角氏）・坂本臣ら諸氏族の祖とする。
『新撰姓氏録』では、次の氏族が後裔として記載されている。
- 左京皇別 紀朝臣 - 石川朝臣同祖。建内宿禰男の紀角宿禰の後。
- 左京皇別 角朝臣 - 紀朝臣同祖。紀角宿禰の後。
- 左京皇別 坂本朝臣 - 紀朝臣同祖。紀角宿禰男の白城宿禰の後。
- 右京皇別 掃守田首 - 武内宿禰男の紀都奴宿禰の後。
- 河内国皇別 紀祝 - 建内宿禰男の紀角宿禰の後。
- 河内国皇別 紀部 - 建内宿禰男の都野宿禰命の後。
- 和泉国皇別 坂本朝臣 - 紀朝臣同祖。建内宿禰男の紀角宿禰の後。
- 和泉国皇別 紀辛梶臣 - 建内宿禰男の紀角宿禰の後。
- 和泉国皇別 大家臣 - 建内宿禰男の紀角宿禰の後。
- 和泉国皇別 掃守田首 - 武内宿禰男の紀角宿禰の後。
- 和泉国皇別 丈部首 - 同上。

そのほか『続日本後紀』承和3年（836年）3月11日条では、紀角宿禰後裔の坂本臣鷹野ら13人が朝臣姓を賜ったと見える。

### 国造
『先代旧事本紀』「国造本紀」には、次の国造が後裔として記載されている。
- 都怒国造
難波高津朝（仁徳天皇）の御世に紀臣同祖の都怒足尼の子の田鳥足尼（鳥足尼/男島足尼）を国造に定める、という。のちの周防国都濃郡都濃郷周辺（現在の山口県周南市・下松市）にあたる[2]。